# 吉弘統幸
吉弘 統幸（よしひろ むねゆき）は、安土桃山時代の武将。大友氏の家臣。

## 生涯
豊後国の戦国大名・大友氏の家臣で屋山城城主・吉弘鎮信の子として誕生。幼名は松市太郎。はじめ統運と名乗り、天正11年（1583年）に統幸と改めた。
天正6年（1578年）の耳川の戦いで、父・鎮信が戦死すると、家督を継いだ。以後、衰退する大友氏の勢力挽回を目指し忠誠を尽くす。父の鎮信同様、平時は筧城により、詰城として屋山城を保持していた。これは、叔父の高橋紹運も同様な構成（平時の岩屋城と、要害の宝満城）をとっている事から、この地方特有の戦略であったと思われる。また、天正7年（1579年）の主君の大友義統が統幸にあてた書状の中で、義統は反旗を翻すと想定される田原本家に備えるため、秘密裡に屋山城を堅固に修築するよう要請しており、はたして天正8年（1580年）の田原親貫が反乱を起こすと、鞍懸城の攻略などで活躍した。天正10年（1582年）下毛郡（現中津市付近）の悪党を撃退する。天正11年(1583年)改名統幸。
その後、大友氏が豊臣秀吉の傘下となり、豊臣氏による天正14年（1586年）の戸次川の戦いに後備軍として従軍するも敗戦、その際に島津軍の追撃を受ける主君・義統や長宗我部軍、仙石軍らを救援し、祇園川原の戦いで三百の手勢を分け、一陣は鉄砲、二陣は弓、三陣は長槍の三段構えの陣を指揮し殿軍となって、島津軍の川渡りを中断させ、義統を高崎山城、豊前龍王城へと逃し、島津軍の府内侵攻を一日遅らせた。
ところが、天正20年（1592年）に参陣した文禄の役での主君・義統の失態により大友氏は改易された。統幸は豊前国中津の黒田如水に招かれ、黒田家の重臣・井上之房の家に預けられた。後に従兄弟である柳川城主・立花宗茂の下へ身を寄せ、これに2,000石で仕え、慶長の役においては立花軍の4番隊を任された。文禄5年(1596年)の『文禄五年朝鮮御陣御家中軍役高付騎馬並鉄砲之覚』に「同(鉄砲)十挺　高二千石　吉弘加兵衛」と見える。
慶長5年（1600年）、関ヶ原の戦いが起こると立花家は西軍につくことを表明した。統幸は大友家の当主・大友義乗が徳川家に仕えていたため、大友家の旧恩に酬いようと立花家を暇請いし、義乗の元へ向う。その道中に大友家の再興を狙う前当主・義統と再会し、義乗のこともあり義統に東軍加担を進言するが、義統は聞き入れず西軍に加担したため、統幸もこれに従った。この際、旧領の屋山城に再び拠ったようである。
豊後国奪還を図って義統が豊後に攻め込んだ際、細川家の松井康之が守る杵築城を攻め、二の丸まで落とすも黒田軍の援軍が近づいてきたため、攻略を断念。黒田如水の軍勢と豊後・石垣原で激突した（石垣原の戦い）。統幸は釣り野伏せ戦術を使って鉄砲隊の攻勢で黒田軍の先鋒隊を大損害に与え母里与三兵衛や時枝鎮継ら率いる先鋒隊を破り、久野次左衛門と曾我部五郎右衛門を戦死させ、自身も朱柄の槍をもって小田九朗左衛門等三十余人の首級を挙げる活躍をし、黒田勢を相手に優位に戦を進めた。
しかし、如水の本軍がいつ到着するかわからないという戦況であったため、全体の士気が振るわず、次第に大友勢が劣勢となっていった。統幸は主君・義統に別れを告げ、残りの手勢30余騎で黒田勢に突撃。七つ石において旧知の黒田家臣・井上之房に功を挙げるため自刃して討たれたといわれる。統幸の討死によって大友勢は事実上壊滅し、義統は母里友信を通じて如水に降伏した。
その際、屋山城は如水に攻められ、統幸の妻を守るため城兵は僅かな兵力となっても応戦したが、多くは討死したといわれる。なお、統幸は死後、熊本藩士となった子孫によって、大分県別府市にある吉弘神社へと祀られた。
石垣原の戦い前夜に「明日は誰が草の屍や照らすらん 石垣原の今日の月影」という辞世を残した。

## 人物評
吉弘統幸がごとき真の義士は、古今たぐいすくなき事なり。(黒田家譜により)
日頃より情が厚く、武の道に達しており、大将の器たる人物である。(豊後陣聞書により)
徳川家康による江戸時代に至って、朱槍が許されていた武家は、長坂信政の長坂氏と伊賀倉氏、そして吉弘統幸の吉弘氏3家に限られている。

## 系譜
- 父：吉弘鎮信（1544-1578）
- 母：玉流院妙泉 - 臼杵鑑速娘
- 室：志賀親守娘
  - 長男：吉弘政宣（?-1662）
- 生母不明の子女
  - 男子：吉弘正久 - 加左衛門・統吉?
  - 男子：吉弘正勝 - 筑紫大膳亮
  - 男子：清太夫
  - 女子：米多比鎮信（立花三左衛門）室
  - 女子：栗山利安継室
  - 女子：石川傳右衛門室

## 関連作品
書籍
- 『悪名の旗』 - 滝口康彦 (中公文庫 1987：単行本)
- 『武辺の使い道〜猛きなるもの〜吉弘統幸伝』 - 榊山悟 (株式会社ドリームキングダム編集部 2022：単行本)

マンガ
- 『吉弘統幸 忠義を貫いた豊後最強の武将』- 大分県豊後高田市 (梓書院 2020：単行本)

映像
- 『軍師官兵衛』（2014年、演：的場浩司）